# Balakhnà
Balakhnà —Балахна́ (rus)— és una ciutat i el centre administratiu de Balakhninsky Districte en Nijni Nóvgorod, Rússia, al marge dret del Volga, 32 quilòmetres (20 milles) al nord de Nijni Nóvgorod, el centre administratiu de l'oblast. Població: 51.519 (2010 Cens); 57.338 (2002 Cens); 32.133 (1989 Cens); 33.500 (1968).
Va ser fundada en 1474 com a Sol-na-Gorodtse (Соль-на-Городце). Després que el Kanat de Kazan l'arrasés completament en 1536, un fort de fusta va ser construït per protegir la població contra més incursions Tàrtares. Els següents tres segles, Balakhnà va prosperar com a centre de salines i de gra. Durant el Període Tumultuós va ser la dotzena ciutat més gran dins Rússia.
Adam Olearius va visitar i va descriure la ciutat dins 1636. Aquell any diversos constructors de vaixells de Holstein varen construir els primers vaixells russos aquí, per això establiren Balakhnà com a centre més important de la construcció naval nacional. Balakhnà van ser també coneguda per les seves habilitats en teixir i fer rajoles de colors les que varen ser utilitzades per decoració del Savior Església (1668) i altres temples locals. Balakhnà és una de les poques ciutats de Rússia que es mostren al Mapa Mundial d'Amsterdam (Balaghna) 1689.
El nord-oest de Balakhnà és conegut com Pràvdinsk. El que solia ser un assentament de tipus urbà separada abans que es fusionés amb Balakhnà el 1993. El poblament va ser anomenat després del diari Pravda de Moscou, els quals a algun punt poden haver estat el consumidor més gran de paper de diari produït al molí de paper local.

## Estat administratiu i municipal
Dins del marc de divisions administratives, Balakhnà serveix com el centre administratiu del districte Balakhninski. Mentre una divisió administrativa, és incorporat dins de Balakhninsky Districte com la ciutat d'importància de districte de Balakhnà. Com a divisió municipal, la ciutat d'importància de districte de Balakhnà és incorporat dins de Balakhninski Districte Municipal com Balakhna Poblament Urbà.

## Religió i cultura
L'estructura més antiga de la ciutat (i en tota la regió) és l'església de Sant Nicolau tentlike (1552). De totes les esglésies tentlike construïdes en maó, aquest és l'enfocament més proper als seus prototips de fusta. Una altra església, que data del segle 17, alberga un museu municipal. L'església de la Nativitat (1675) representa un tipus monumental arcaica de la catedral monestir. Molt a prop es troba una estàtua de Kuzmà Minin, nascut a Balakhnà.